# Turbenthal
Turbenthal is een gemeente en plaats in het Zwitserse kanton Zürich, en maakt deel uit van het district Winterthur.
Turbenthal telt 4350 inwoners.